# ソロモンオウム
ソロモンオウム(Cacatua ducorpsii)は、オウム科に属する鳥の一種である。小さな白いオウムで、シロビタイムジオウムよりは大きいがタイハクオウムよりは小さい。ソロモン諸島の固有種で、南部のマキラ島を除くソロモン諸島の全域に分布する。低地の熱帯雨林、二次林、造成地、庭等に棲息する。

## 概要
体長は30cmになり、体の大部分は白色である。目の周りは青く、薄い色の反ったくちばしを持つ。

## 繁殖
巣は木の洞の中にある。卵は白色で、通常2個ある。卵は25日程度で孵化し、孵化の約62日後には、雛は巣を出る。